# 梅尔费尔德
梅尔费尔德是德国莱茵兰-普法尔茨州的一个市镇。总面积13.22平方公里，总人口350人，其中男性186人，女性164人（2011年12月31日），人口密度26人/平方公里。